# Elite Motorsport
Elite Motorsport è una scuderia automobilistica italiana.

## Storia
Elite Motorsport è una scuderia automobilistica Italiana.
Conosciuta nel mondo dei Rally, perché leader nella preparazione di vetture a marchio Mini vince diversi campionati nazionali tra cui il Campionato Italiano Rally ed il Campionato Italiano Velocità Montagna.
Dal 2019 l'attività agonistica si concentra principalmente nelle gare in circuito,partecipando ai principali campionati di vetture turismo nazionali tra cui il TCR Italy Touring Car Championship e TCR DSG Endurance 2019 in cui conquista il titolo per vetture a marchio Volkswagen
Nel 2020 conquista il Campionato TCR Italy Touring Car Championship DSG con Michele Imberti su CUPRA LEON, il TCR Iberico Touring Car Championship con Nicola Baldan ed il TCR DSG Endurance 2020 con Gabriele Volpato in coppia con Rodrigo Almeida ( Mozambico)  su Volkswagen Golf diventando a tutti gli effetti una delle squadre di riferimento nel panorama internazionale per la categoria TCR International Series.
Da segnalare, sempre nel 2020,  la partecipazione alla gara svoltasi sul Circuito di Spa-Francorchamps valevole per il TCR Europe Touring Car Series 2020 con la nuovissima LEON COMPETICION CUPRA Racing portando per la prima volta la nuova vettura in questo campionato internazionale.